# Carrabassett Valley
Carrabassett Valley är en kommun (town) i Franklin County i Maine. Vid 2010 års folkräkning hade Carrabassett Valley 781 invånare.